# Cryptopapillaria fuscescens
Cryptopapillaria fuscescens är en bladmossart som beskrevs av Paul Julius Menzel 1992. Cryptopapillaria fuscescens ingår i släktet Cryptopapillaria och familjen Meteoriaceae. Inga underarter finns listade i Catalogue of Life.